# Ревизионистская теория справедливой войны
Ревизионистская теория справедливой войны — развитие теории справедливой войны, которая, в отличие от традиционной теории, стремится объединить jus ad bellum и jus in bello, тем самым отвергая многие традиционные убеждения, такие как моральное равенство комбатантов. К ревизионистам относят таких философов как Джефф Макмэхан, Сесиль Фабр, Брэдли Дж. Строузер и Дэвид Роден, а к оппозиционным им традиционалистам относят Майкла Уолцера.